# Perissus angusticinctus
Perissus angusticinctus là một loài bọ cánh cứng trong họ Cerambycidae.